# Spea Software

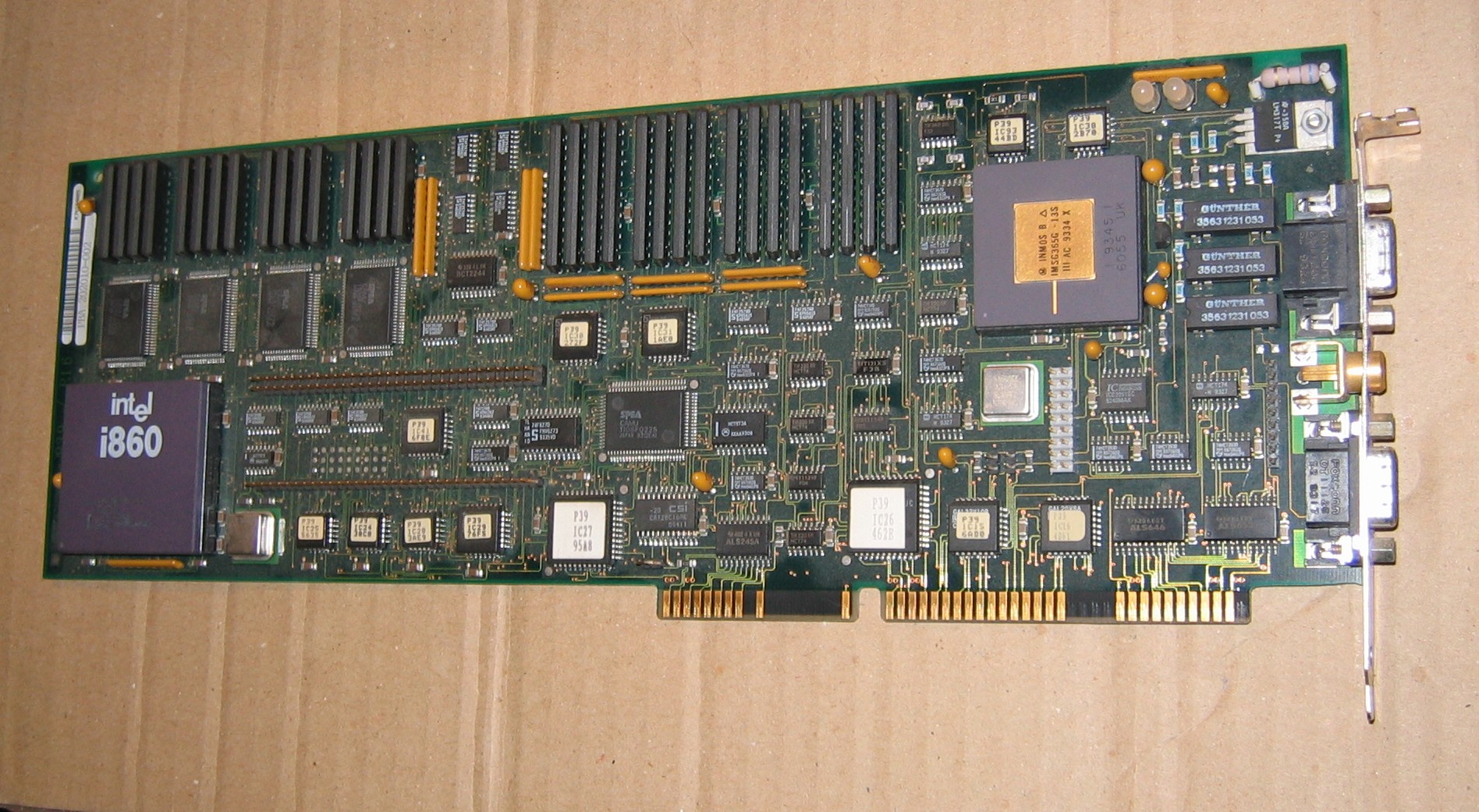
TIGA-Karte Spea Fire mit i860

Die Spea Software AG war ein in Starnberg (Bayern) ansässiges Unternehmen, das 1985 von Ulrich Seng (* 1952) gegründet wurde. Es existierte bis 1995.
Spea stand für Systeme für professionelle Elektronik und Automation.
Bekannt war Spea vor allem für seine Grafikkarten für den VESA Local Bus und PCI.
1992 ging die Firma an die Börse.
Im Mai 1993 wurde das kalifornische Unternehmen Video Seven in Fremont (Kalifornien) von Spea übernommen.
Dadurch entstand der Produktname SPEA/V7.
Im Juli 1993 schloss die Firma Video Seven ihre Türen, nachdem das Unternehmen Insolvenz anmelden musste.
Im November 1995 wurde das Unternehmen von Diamond Multimedia übernommen.

## Produkte
Obwohl das Unternehmen als deutscher Grafikkartenpionier gilt, hat die Firma keine Grafikchips selbst entwickelt (wie zum Beispiel Matrox), sondern verbaute für seine Grafik- und Multimediakarten Chipsätze verschiedener Hersteller (unter anderem S3, Tseng Labs, Avance Logic). Die Treiber wurden von Spea selbst entwickelt.
| Modellname                      | Bus          | Chipsatzname              | Chipsatzhersteller |
| ------------------------------- | ------------ | ------------------------- | ------------------ |
| Fire GL                         | PCI          | GLINT GX300, S3 Vision968 | 3DLabs, S3         |
| ShowTime Plus                   | PCI, VL      | ET4000/W32(i/p)           | Tseng Labs         |
| V7-Mercury                      | ISA, VL, PCI | S3 928                    | S3                 |
| V7-Mercury Lite                 | PCI          | S3 928                    | S3                 |
| V7-Mercury Pro                  | ISA, VL      | S3 928                    | S3                 |
| V7-Mercury P-64                 | PCI, VL      | S3 Vision964              | S3                 |
| V7-Mercury P-64 V               | PCI, VL      | S3 Vision968              | S3                 |
| V7-Mirage                       | ISA, VL      | S3 801/805                | S3                 |
| V7-Mirage P-32                  | PCI, VL      | S3 Trio32                 | S3                 |
| V7-Mirage P-64                  | PCI, VL      | S3 864                    | S3                 |
| V7-Mirage P-64 (with S3 Trio64) | PCI, VL      | S3 Trio64                 | S3                 |
| V7-Mirage P-64 V                | PCI, VL      | S3 868                    | S3                 |
| V7-Mirage Video                 | PCI          | S3 Trio64V+               | S3                 |
| V7-Mirage Video TV              | PCI          | S3 Trio64V+               | S3                 |
| V7-VEGA                         | ISA, VL      | CL-GD542x                 | Cirrus Logic       |
| V7-VEGA Pro                     | PCI, VL      | TGUI9440                  | Trident            |
| V7-VEGA Plus                    | PCI, VL      | ALG2301, ALG2228          | Avance Logic       |
| V7-VEGA Video                   | PCI, VL      | ALG2302                   | Avance Logic       |
| V7-Storm                        | PCI, VL      | Power 9100                | Weitek             |
| V7-Storm Pro                    | PCI, VL      | Power 9100                | Weitek             |